# كارين كلارك شيرد
كارين فالنسيا كلارك شيرد (اسمها قبل الزواج كلارك؛ من مواليد 15 نوفمبر 1960)، مغنية وكاتبة أغاني أمريكية. وهي أصغر عضو في مجموعة الأخوات كلارك للإنجيل، التي تأسست في عام 1973. هي أيضًا والدة المغنية والممثلة المعاصرة كيرا "كيكي" شيرد. أصدرت خمسة ألبومات منفردة و17 ألبومًا مع أخوات كلارك.